# Bilal ibn Ribah

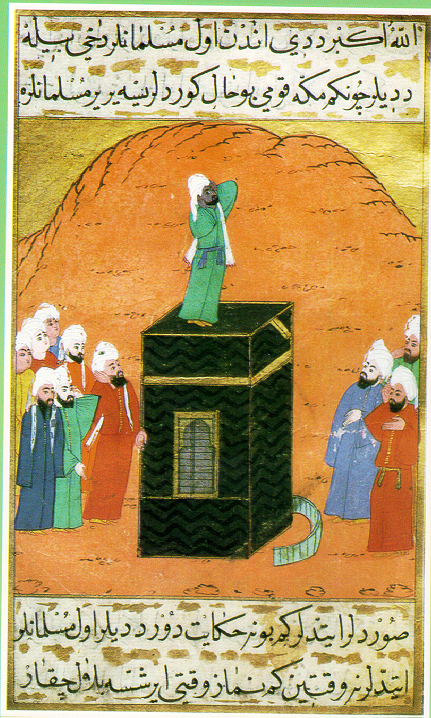
Persisk miniatyrmålning föreställande Bilal då han kallar till bön stående på Kaba i Mekka.

Bilal ibn Ribah eller Bilal al-Habashi var en etiopisk slav som föddes i Mecka i slutet av 500-talet som profeten Muhammed utsåg till sin muezzin (böneutropare) och som var den förste svarte konvertiten till islam. Bilal var den förste person som gjorde adhan (kallade folk till böner med sin röst). Han dog i Syrien kring år 640.
Sheikh Tusi har citerat en rapport i boken Ikhtiyar al-Rijal att Bilal vägrade svära allians till den förste kalifen Abu Bakr. Därmed sa Umar till honom att han inte fick vara kvar med dem (i Medina). Därmed kunde Bilal inte stanna kvar i Medina och han migrerade därför till Syrien.

### Källhänvisningar
1. ↑  Lings  2006, s. 81, 134.
2. ↑  Rogerson  2004, s. 126.
3. ↑  ”Slaves in the History of Islam” (på engelska). Al-Islam.org. 18 januari 2013. https://www.al-islam.org/slavery-allamah-sayyid-saeed-akhtar-rizvi/slaves-history-islam. Läst 12 januari 2020.